# رجینا هایتس (کالیفرنیا)
رجینا هایتس (به انگلیسی: Regina Heights) یک منطقهٔ مسکونی در ایالات متحده آمریکا است که در شهرستان مندوسینو، کالیفرنیا واقع شده‌است. رجینا هایتس ۲۸۲ متر بالاتر از سطح دریا واقع شده‌است.